# کورسنت
کورسنت (تلفظ در فرانسوی: [kɔʁsɛ̃]) یک کمون در دپارتمان کوت دور در شرق فرانسه است.